# Obafemi Ayanbadejo

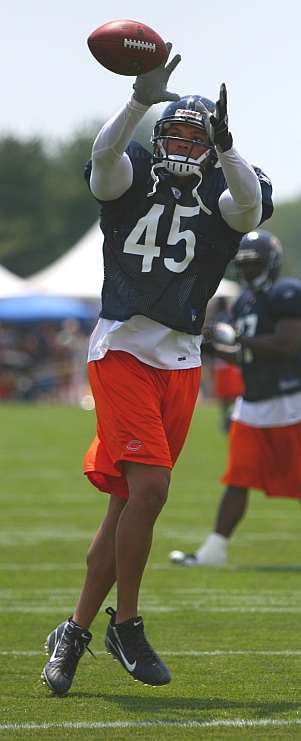
Imagem do ex-jogador de futebol americano estadunidense Obafemi Ayambadejo.

Obafemi Ayanbadejo é um ex-jogador profissional de futebol americano estadunidense que foi campeão da temporada de 2000 da National Football League jogando pelo Baltimore Ravens.